# Поток (Сташовський повіт)
Поток (пол. Potok) — село в Польщі, у гміні Шидлув Сташовського повіту Свентокшиського воєводства.
Населення — 395 осіб (2011).
У 1975-1998 роках село належало до Келецького воєводства.

## Демографія
Демографічна структура на день 31 березня 2011 року:
|          | Загалом | Допрацездатний вік | Працездатний вік | Постпрацездатний вік |
| -------- | ------- | ------------------ | ---------------- | -------------------- |
| Чоловіки | 200     | 34                 | 143              | 23                   |
| Жінки    | 195     | 35                 | 102              | 58                   |
| Разом    | 395     | 69                 | 245              | 81                   |